# Formicola
Formicola är en ort och kommun i provinsen Caserta i regionen Kampanien i Italien. Kommunen hade 1 457 invånare (2017).